# Індаур
Індаур, Індор (англ. Indore, маратхі: इंदूर) — мільйонне місто в Індії. Найбільше місто та торгова столиця центрально-індійського штату Мадх'я-Прадеш, у його західній частині. Адміністративний центр округу Індор та дивізіону Індор.

## Географія
Розташоване на плато Малава, на північ від гірського масиву Віндх'я в місці злиття Сарасваті і річки Хан (притока р. Шіпра, англ. Shipra River).

### Клімат
Місто розташоване у зоні, котра характеризується кліматом тропічних саван. Найтепліший місяць — травень із середньою температурою 32.4 °C (90.3 °F). Найхолодніший місяць — січень, із середньою температурою 18.2 °С (64.8 °F).
| Клімат Індаура          | Клімат Індаура | Клімат Індаура | Клімат Індаура | Клімат Індаура | Клімат Індаура | Клімат Індаура | Клімат Індаура | Клімат Індаура | Клімат Індаура | Клімат Індаура | Клімат Індаура | Клімат Індаура | Клімат Індаура |
| Показник                | Січ.           | Лют.           | Бер.           | Квіт.          | Трав.          | Черв.          | Лип.           | Серп.          | Вер.           | Жовт.          | Лист.          | Груд.          | Рік            |
| Абсолютний максимум, °C | 32             | 36             | 39             | 44             | 44             | 43             | 37             | 36             | 38             | 40             | 37             | 32             | 44             |
| Середній максимум, °C   | 26,5           | 29,3           | 34,2           | 38,4           | 40,2           | 36,3           | 30,3           | 28,5           | 30,3           | 32,2           | 29,6           | 27,1           | 31,9           |
| Середня температура, °C | 18,2           | 20,4           | 25,2           | 29,7           | 32,4           | 30,3           | 26,5           | 25,3           | 25,7           | 25,1           | 21,6           | 18,8           | 24,9           |
| Середній мінімум, °C    | 9,9            | 11,5           | 16,2           | 21             | 24,5           | 24,3           | 22,7           | 22             | 21             | 18             | 13,6           | 10,5           | 17,9           |
| Абсолютний мінімум, °C  | 3              | 3              | 7              | 8              | 15             | 15             | 11             | 11             | 12             | 10             | 7              | 3              | 3              |
| Норма опадів, мм        | 0              | 0              | 0              | 0              | 10             | 130            | 270            | 240            | 180            | 30             | 10             | 0              | 910            |
| ----------------------- | -------------- | -------------- | -------------- | -------------- | -------------- | -------------- | -------------- | -------------- | -------------- | -------------- | -------------- | -------------- | -------------- |
| Джерело: Weatherbase    |                |                |                |                |                |                |                |                |                |                |                |                |                |

## Історія
Індор заснований у 1715 році як торговельний ринок на купецькому шляху долини річки Нармада, місцевими землеволодарями як спорудили капище Індрешуар (1741), від якого походить назва Індаур. Місто стало столицею княжої індорської держави Маратхів Голькарів. Тут розміщувалося управління британського Центрального Індського Агентства і літня резиденція Мадх'я Бхарата (1948–56) — т. зв. Крішнапура чхатріс на березі р. Хан, присвячена міським правителям Голькарам.

## Економіка

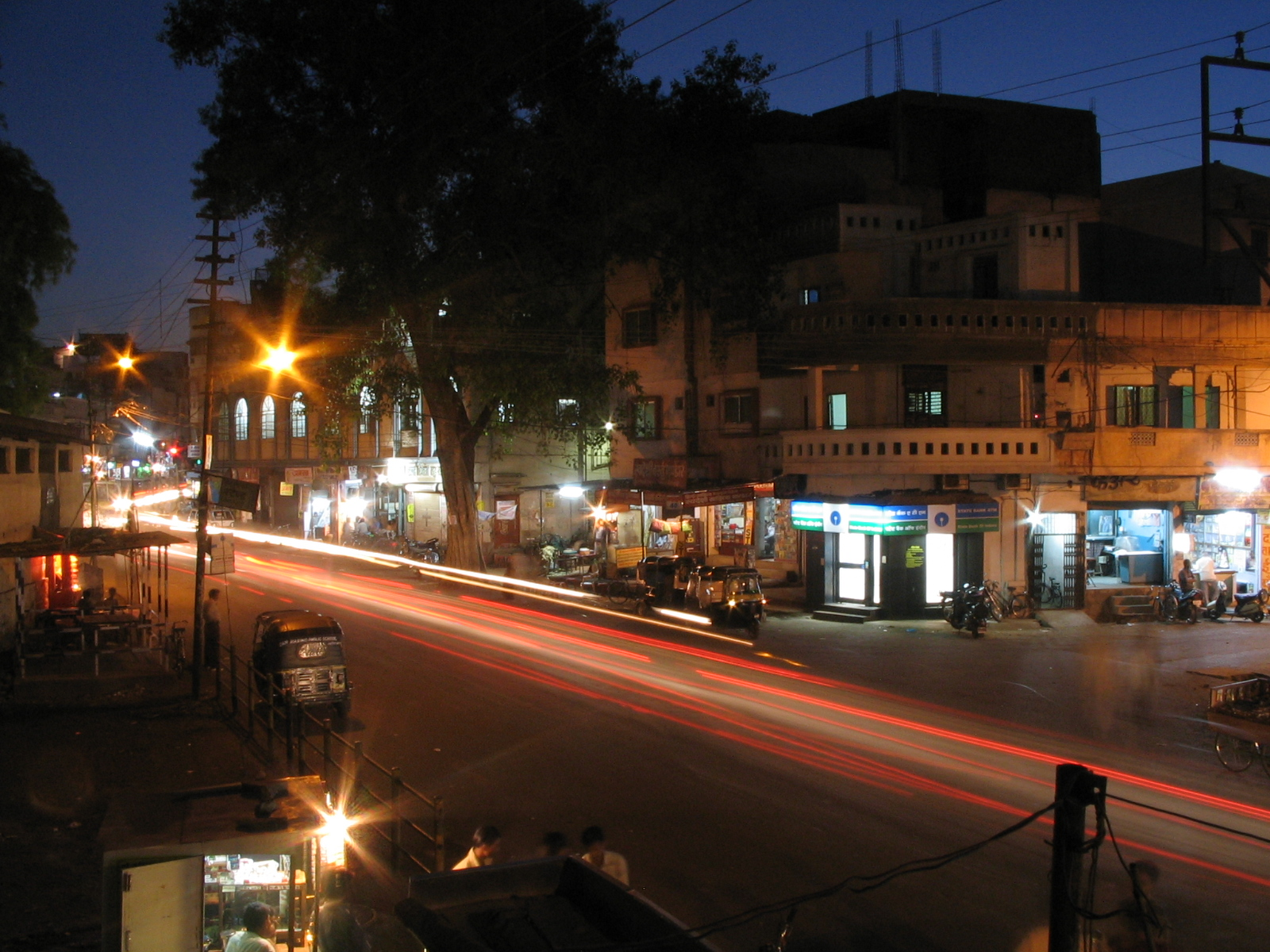
Дорога Субгаш в Індаурі вночі.

Як найбільше місто штату Мадх'я Прадеш, Індаур є головним збірним та розповсюджувальним осередком для західної частини штату, а також торговим та індустріальним центром. Головні промисли міста включають виробництво тканин, керамічних плит, цементу, хімікалій, наметів, меблів та спортивного оснащення. В Індаурі діють теж зерновий млин, металообробні комбінати, автомобільні та велосипедні майстерні, інженерні заводи. Продовжується плекання традиційних промислів таких як гончарство та ручна пряжа.
У місті знаходиться парк Вхідні Ворота (regional park Entrance Gate, Atal Bihari Vajpayee Regional Park, Pipliyapala Park or Indore Regional Park) пл. 42 акрів землі плюс 80 акрів (32 га) озеро Пайплайапала. Також у місті є озера — Білавалі, Сірпур, Сукхінівас, Талавалі.

## Освіта
Індаур, це місце розквартирування університету Деві Ахілья (заснованого у 1964 р. як університет Індауру), з численними філіальними коледжами в місті, включаючи Науковий коледж Голькар та Християнський коледж Індауру. Індаур має теж багато аюрведичних лікарень та шкільних установ, атомний центр передових технологій, та Індійський інститут менеджменту.
Населення (2001 р): 1,474,968 осіб, 2011 р. — 2,17 млн, дістрікт Індор — 3,27 млн.

## Інфраструктура
Важливий дорожний та залізничний вузол.
Станом на 2020-й рік місто чотири рази поспіль визнавалося найчистішим серед населених пунктів з кількістю мешканців понад 100 000 осіб за результатами державного конкурсу «Swachh Survekshan».

## Персоналії
- Лата Мангешкар (1929—2022) — індійська співачка, одна з найвідоміших закадрових співачок в Індії.